# Rainbow Days
Rainbow Days (jap. 虹色デイズ, Nijiiro Deizu) ist eine Mangaserie von Minami Mizuno. Sie erscheint seit 2012 in Japan und wurde als Anime-Fernsehserie adaptiert. Das Werk ist in die Genres Shōjo, Comedy und Romantik einzuordnen.

## Inhalt
Die Serie erzählt vom Alltag der vier Schulfreunde Natsuki Hashiba (羽柴 夏樹), Tomoya Matsunaga (松永 智也), Keiichi Katakura (片倉 恵一) und Tsuyoshi Naoe (直江 剛) – insbesondere um ihre Beziehungen. Der romantische Natsuki hat oft Pech in der Liebe und jagt seiner Geliebten hinterher. Der Playboy Matsunaga geht dagegen auf die Mädchen sehr direkt zu, bis er merkt, dass er sich ernsthaft verliebt hat. Hinter der fröhlichen Fassade Keiichis verbirgt sich ein Sadist, der an älteren Frauen interessiert ist. Der einzige der vier mit einer festen Freundin ist der kluge Otaku Tsuyoshi.

## Veröffentlichung
Die Serie erschien ab dem 13. Januar 2012 (Ausgabe 2/2012) im Magazin Bessatsu Margaret des Verlags Shūeisha. Dieser brachte die Kapitel auch in 16 Sammelbänden heraus. Die Serie wurde im März 2017 abgeschlossen. Die Bände verkauften sich jeweils etwa 130.000 Mal. 2016 war die Serie beim 40. Kōdansha-Manga-Preis in der Kategorie Shōjo nominiert.
Bei Kazé erschien eine französische Übersetzung des Mangas. Auf Deutsch wurde von Oktober 2016 bis April 2019 eine komplette Übersetzung bei Egmont Manga herausgebracht.

## Anime-Adaption
Unter der Regie von Tetsuro Amino entstand 2016 bei Production Reed eine Anime-Adaption der Mangaserie. Hauptautor war Aki Itami, das Charakterdesign entwarf Miyako Nishida und die künstlerische Leitung lag bei Satoshi Shibata. Vom 10. Januar bis 26. Juni 2016 wurden die 24 je 15 Minuten langen Folgen von TV Tokyo ausgestrahlt, sowie mit Versatz auch von den Sendern Yomiuri TV, Sapporo TV, Chūkyō TV und BS11 in Japan ausgestrahlt. Per Streaming wurde der Anime von Funimation für US-, auf der Plattform Anime Digital Network für französische und bei PopCorn TV und YouTube für italienische Zuschauer veröffentlicht.

### Synchronisation
| Rolle            | japanischer Sprecher (Seiyū) |
| ---------------- | ---------------------------- |
| Natsuki Hashiba  | Yoshitsugu Matsuoka          |
| Tomoya Matsunaga | Takuya Eguchi                |
| Keiichi Katakura | Nobunaga Shimazaki           |
| Tsuyoshi Naoe    | Kōki Uchiyama                |

### Musik
Die Musik der Serie komponierte Hiroyuki Kozu. Die beiden Vorspanne wurden unterlegt mit den Liedern Best Friend (ベストフレンド) und One-Sided Love von Sonar Pocket. Die Abspanntitel sind:
- Rainbow Days! von Kōki Uchiyama, Nobunaga Shimazaki, Takuya Eguchi und Yoshitsugu Matsuoka
- Arch (アーチ, Āchi) von Yoshitsugu Matsuoka
- I wanna be your knight von Takuya Eguchi
- Catch me if you can! von Nobunaga Shimazaki
- Soba ni Iru kara (そばにいるから) von Kōki Uchiyama
- Hallelujah! Shinin' Days (ハレルヤ!Shinin‘Days) von Yoshitsugu Matsuoka, Takuya Eguchi, Nobunaga Shimazaki und Kōki Uchiyama